# Neckereibrunnen

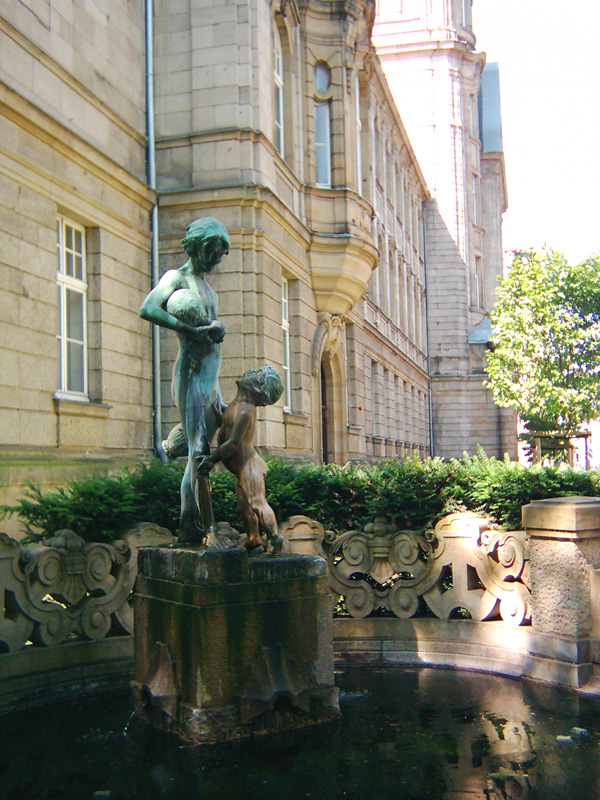
Neckereibrunnen (2009)

Der Neckereibrunnen befindet sich am Görres-Gymnasium an der Ecke Königsallee/Bastionstraße im Düsseldorfer Stadtteil Stadtmitte.

## Geschichte und Beschreibung
Der von Gregor von Bochmann im Jahre 1909 geschaffene Brunnen wurde vom Verschönerungsverein erworben und der Stadt Düsseldorf geschenkt. Diese ließ ihn vor dem Görres-Gymnasium errichten. Der Brunnen besteht aus einem Wasserbassin, das von einer kunstvoll gestalteten Natursteinbrüstung eingefasst wird, und einer Bronzeplastik, die sich auf einem Sockel in der Mitte des Bassins erhebt. Die Plastik stellt zwei Knaben dar, einen älteren, der einem jüngeren Knaben aus einem Krug Wasser spendet. Beide Figuren waren ursprünglich unbekleidet dargestellt, der ältere Knabe erhielt jedoch später einen Lendenschurz, weil seine Nacktheit Anstoß erregt hatte. Der Brunnen steht unter Denkmalschutz.

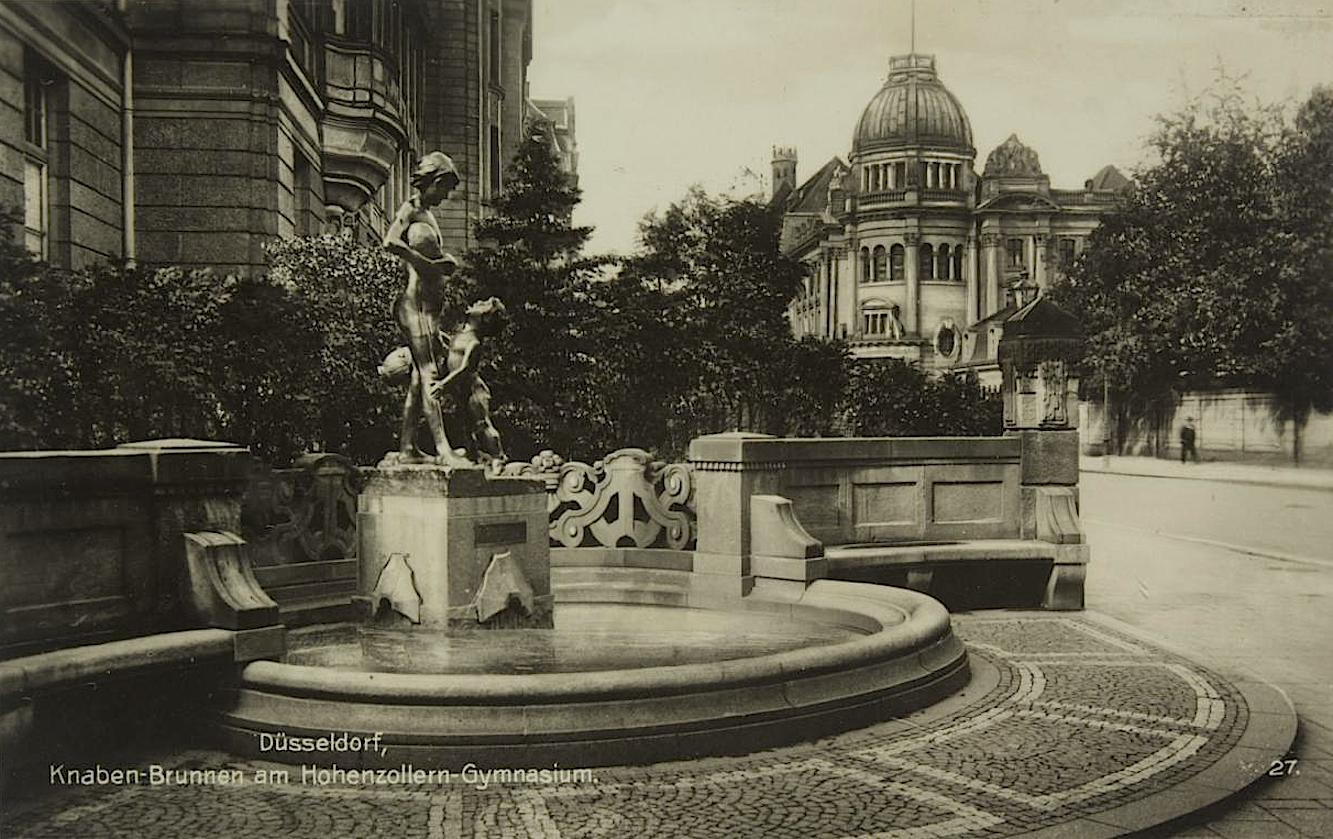
1927
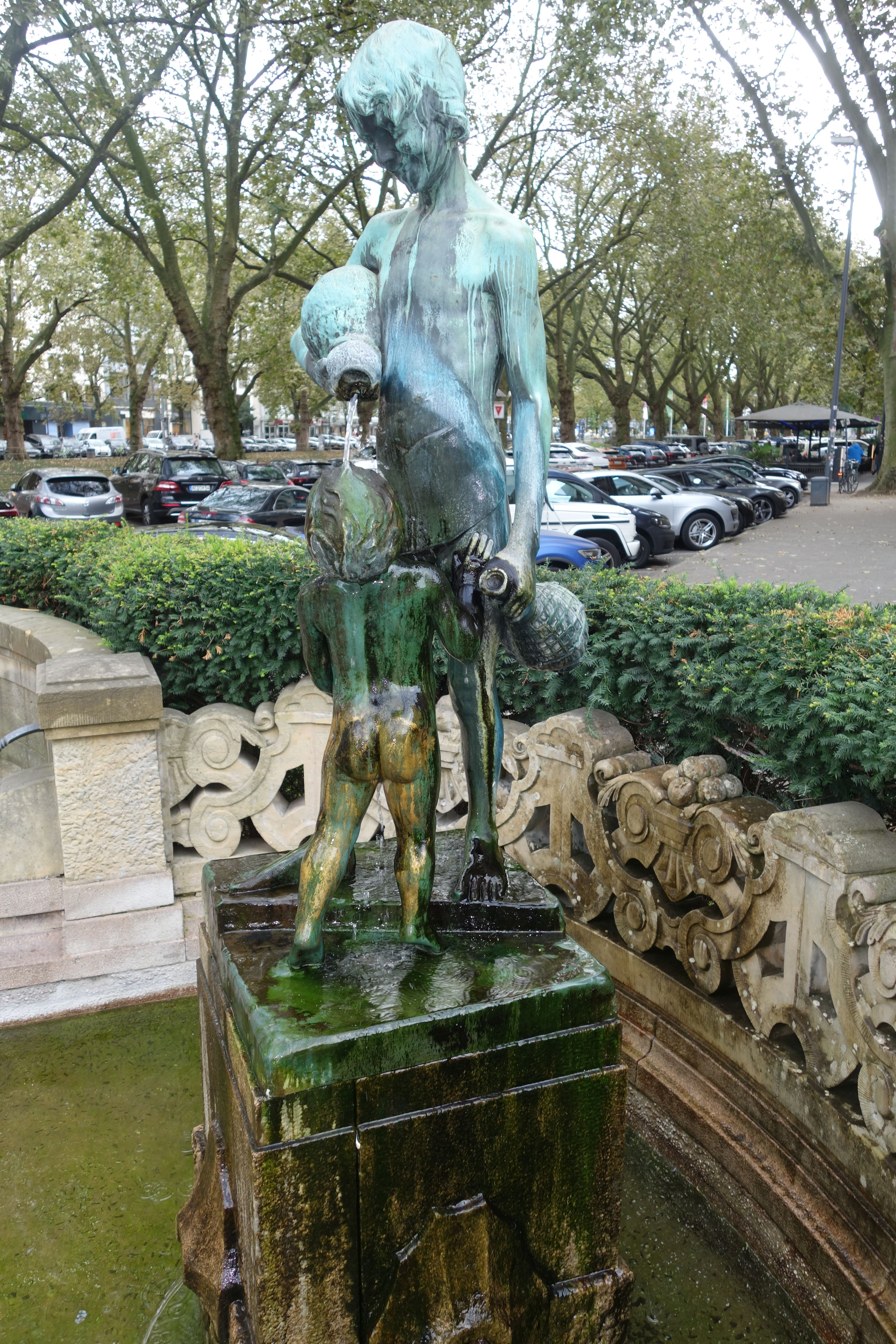
Der ältere Knabe mit Schurz (2023)